# Fußballnationalmannschaft von Curaçao (Frauen)
Die Frauenfußballnationalmannschaft von Curaçao repräsentiert die karibische Insel Curaçao, einem autonomen Land im Königreich der Niederlande im internationalen Frauenfußball. Da der nationale Verband Federashon Futbòl Kòrsou Mitglied im Weltverband FIFA und im Regionalverband CONCACAF ist, ist die Mannschaft für die Teilnahme an der Qualifikation zur CONCACAF W Championship berechtigt.

## Geschichte
Die Mannschaft ist nach der Auflösung der Niederländischen Antillen als Nachfolger der dortigen Nationalmannschaft entstanden. Ihr erstes Spiel war aber erst am 25. April 2018 gegen Guadeloupe, welches mit 3:2 gewonnen werden konnte. Danach ging es in die Qualifikationsphase für den CONCACAF Women’s Gold Cup 2018. Hier verlor man zum Auftakt jeweils gegen St. Lucia und Antigua und Barbuda, konnte am Ende aber zumindest gegen St. Vincent und die Grenadinen einen Sieg erzielen. So schloss man diese Qualifikation als Dritter seiner Gruppe ab.
Die Qualifikation für die CONCACAF W Championship 2022 verlief dann ähnlich. Mit einer 0:6-Auftaktniederlage gegen Guatemala verzeichnete man, einen bis heutige gültigen Negativrekord. Auch die nächste Partie gegen St. Kitts und Nevis ging dann mit 1:5 verloren. Erst gegen die amerikanischen Jungferninseln, gelang dann ein 1:0-Sieg. Dies verblieb aber auch wieder eine Einzeltat in dieser Qualifikation die dann mit einer 0:4-Niederlage gegen Costa Rica endete.

## Weltmeisterschaft
| - 2015: keine Teilnahme, erstes Spiel erst 2018 - 2019: nicht qualifiziert - 2023: nicht qualifiziert |

## CONCACAF W Championship / CONCACAF Women’s Gold Cup
| - 2014: keine Teilnahme, erstes Spiel erst 2018 - 2018: nicht qualifiziert - 2022: nicht qualifiziert |